# Typha latifolia
La tifa (Typha latifolia L.) o stiancia o schiancia è una pianta monocotiledone della famiglia delle Typhaceae. Volgarmente, la pianta è impropriamente chiamata giunco (in botanica il genere Juncus indica una pianta di altra famiglia), oppure canna palustre.

## Descrizione
Arriva ad essere alta anche 250 cm.
Le infiorescenze femminili sono formate da migliaia di piccolissimi fiori di colore bruno circondati da peli. Le spighe cilindriche marroni ed a forma di salsiccia sono lunghe fino a 30 cm.

## Distribuzione e habitat
La specie ha una distribuzione subcosmopolita essendo ampiamente diffusa in America, Africa, Europa e Asia (assente in Oceania e Antartide).
In Italia è diffusa in tutte le regioni.
Cresce spontaneamente lungo gli argini dei fiumi o in zone umide con acque stagnanti come le paludi.

## Riferimenti nella cultura

Nascita di Venere

Possiamo ritrovarla, in basso a sinistra, nel famoso quadro di Botticelli Nascita di Venere.